# Dešťová víla
Dešťová víla (anglicky The Rain Fairy) je česká celovečerní výpravná poetická pohádka režiséra Milana Cieslara z roku 2010, natočená na motivy německé pohádky Vládkyně dešťů Theodora Storma z roku 1863.

## Děj
Vzduch, Oheň, Země a Voda – čtvero živlů, kdysi ovládajících zemi, chodívalo světem na „pravidelnou inspekci“; jednou zjistili, že lidé upadli a začali stavět peníze nad lásku. Takový je i sedlák Lakota, jehož syn Ondra miluje chudou Květušku; otec však jejich lásce nepřeje. Když se živly vrátí ke Slunci, žádají tvrdý trest; Slunce otálí a Dešťová víla navrhne vzít lidem déšť. Její návrh je přijat a následně udeří sucho. Starý farmář Lakota slíbí Ondrovi Květušku pod podmínkou, když zařídí, aby začalo pršet. Květuška se rozpomene na setkání se starou žebračkou a poslechne její radu: vydává se za Dešťovou vílou. (Ondru, který jí chce provázet, sedlák zákeřně paralyzuje). Takto zmešká svou nevěstu a marně po ní pátrá. Mezitím bezradná Květuška na samém konci světa roní slzy, čímž se ukáže sama královna vod. Ta ve své říši, kde se vaří mraky, slíbí Květušce déšť; děvče dostane ke splnění tři úkoly…

## Natáčení
Snímek byl natočen léta 2009 v ateliérech na Kavčích horách, na skalním hradě Valečově, v Přerově nad Labem, ve skanzenu v Kouřimi a v Zubrnicích (zde v komparzu účinkovaly desítky místních obyvatel); některé záběry byly použity i z Islandu.

## Hudba
Veškerou hudbu pro Dešťovou vílu napsal Petr Hapka; titulní píseň s názvem Beránci otextoval Pavel Vrba.

## Obsazení
| Lenka Vlasáková                     | Dešťová víla/žebračka    |
| Vica Kerekes; mluví Hana Kusnjerová | Květuška Pařízková       |
| Jakub Gottwald                      | Ondra Lakota             |
| Miroslav Donutil                    | starosta, statkář Lakota |
| Simona Stašová                      | statkářka Lakotová       |
| Jaromír Dulava                      | Bečka z pivovaru         |
| Jitka Sedláčková                    | Bečková                  |
| Aneta Krejčíková                    | Běta Bečková             |
| Aleš Háma                           | Amidor                   |
| Jana Janěková                       | máma Pařízková           |
| Stanislav Zindulka                  | děda Pohádka             |
| Petr Nárožný                        | doktor                   |
| Jan Skopeček                        | dědeček                  |
| Věra Kubánková                      | babička                  |
| Marián Labuda                       | Slunce                   |
| Robert Jašków                       | Vzduch                   |
| Martin Dejdar                       | Oheň                     |
| Kateřina Macháčková                 | Země                     |
| Ljuba Skořepová                     | kořenářka                |
| Jan Kuželka                         | holič Mydlinka           |
| Michal Roneš                        | farář                    |
| Jiří Maria Sieber                   | kovář                    |
| Stanislav Lehký                     | hostinský                |
| Pavel Vondruška                     | chalupník                |
| Ladislav Kopecký                    | otec lapků               |
| Tomáš Karger                        | prvý lapka               |
| Vladimír Vopravil                   | druhý lapka              |
| Adéla Srncová                       | ohnivá víla              |
| Barbora Kolaříková                  | ohnivá víla              |
| Johana Hájková                      | ohnivá víla              |
| Veronika Nová                       | vodní víla               |
| Lucie Žďárská                       | vodní víla               |
| Kateřina Hovorková                  | vodní víla               |
| Veronika Prokšová                   | vodní víla               |
| Kristina Carvanová                  | vzdušná víla             |
| Aneta Zyková                        | vzdušná víla             |
| Nela Čelišová                       | víla Země                |
| Kateřina Klečková                   | víla Země                |

## Tvůrci
- Námět: Theodor Storm podle pohádky Die Regentrude (Vládkyně dešťů)[5]
- Režie: Milan Cieslar
- Scénář: Jan Míka, Milan Cieslar
- Kamera: Karel Fairaisl
- Hudba: Petr Hapka
- Výprava-architekt: Václav Novák
- Střih: Radek Kudela, Milan Cieslar
- Zvuk: Zdeněk Taubler, Petr Lenděl
- Scénografie: Václav Novák, Roman Chochola
- Masky: Lukáš Král, Hana Poršová
- Kostýmy: Evženie Rážová
- Vedoucí produkce: Lukáš Kaplan
- Další údaje: barevný, 96 minut, pohádka

## Zajímavosti
- Roli Ondry měl původně hrát Filip Tomsa a roli dešťové víly měla hrát Libuše Šafránková.